# Heleno Godoy
Pour les articles homonymes, voir Godoy.
Heleno Godoy, né à Goiatuba en 1946, est un professeur et écrivain brésilien.

## Biographie
Il est licencié ès lettres de l'Université pontificale catholique de Goiás, possède une maîtrise ès lettres de l'Université de Tulsa (Oklahoma). Il est également docteur ès lettres de l'Université de São Paulo. Pour son travail comme professeur, écrivain et intellectuel, il reçoit le titre de « Notório Saber » (savoir remarquable) par l'UCG. Il est professeur titulaire de littérature anglaise à la faculté de lettres de l'Université fédérale de Goiás (UFG) de 1985 à 2015 ; il est également professeur adjoint de théorie littéraire et des littératures de langue portugaise au département de lettres de l'UCG de 1976 à 2008.
Il collabore au Bestiaire en traduisant le Conte de l'Alliance de l'écrivain irlandais Bryan MacMahon (numéro du 6 août 2004).